# Córdoba Club de Fútbol 2012-2013

## Rosa
| N. |                      | Ruolo | Calciatore            |
| -- | -------------------- | ----- | --------------------- |
| 1  | Spagna (bandiera)    | P     | Alberto García        |
| 2  | Spagna (bandiera)    | D     | Cerra                 |
| 3  | Spagna (bandiera)    | D     | Juan Fuentes          |
| 4  | Spagna (bandiera)    | D     | Gaspar                |
| 5  | Spagna (bandiera)    | D     | Armando               |
| 7  | Spagna (bandiera)    | D     | Cristian              |
| 8  | Argentina (bandiera) | C     | Damián                |
| 9  | Spagna (bandiera)    | A     | Javier Patiño         |
| 10 | Spagna (bandiera)    | A     | Pepe Díaz             |
| 11 | Francia (bandiera)   | A     | John-Christophe Ayina |
| 12 | Italia (bandiera)    | A     | Vincenzo Rennella     |
| 13 | Spagna (bandiera)    | P     | Mikel Saizar          |
| 14 | Spagna (bandiera)    | C     | Aritz López Garai     |

| N. |                      | Ruolo | Calciatore            |  |
| -- | -------------------- | ----- | --------------------- |  |
| 15 | Spagna (bandiera)    | C     | Pedro                 |  |
| 16 | Argentina (bandiera) | C     | Sebastián Dubarbier   |  |
| 17 | Spagna (bandiera)    | D     | José Manuel Fernández |  |
| 18 | Spagna (bandiera)    | A     | Joselu                |  |
| 19 | Spagna (bandiera)    | C     | José López Silva      |  |
| 20 | Spagna (bandiera)    | C     | Alberto Aguilar       |  |
| 21 | Spagna (bandiera)    | C     | Carlos Caballero      |  |
| 22 | Spagna (bandiera)    | D     | Kiko                  |  |
| 23 | Spagna (bandiera)    | C     | Abel                  |  |
| 25 | Spagna (bandiera)    | D     | Miguel Ángel Tena     |  |
| 26 | Spagna (bandiera)    | P     | Antonio Sillero       |  |
| 27 | Spagna (bandiera)    | D     | Bernardo              |  |
| 29 | Spagna (bandiera)    | C     | Fede Vico             |  |